# Centruroides farri
Espèce
Centruroides farri est une espèce de scorpions de la famille des Buthidae.

## Distribution
Cette espèce est endémique de Jamaïque.

## Étymologie
Cette espèce est nommée en l'honneur de Thomas Farr.

## Publication originale
- Armas, 1976 : « Escorpiones del archipielago Cubano. V. Nuevas especies de Centruroides (Scorpionida: Buthidae). » Poeyana, no 146, p. 1-55.